# Henryk II (hrabia Nassau)
Henryk II nazywany Bogatym (ur. w 1190, zm. przed 25 stycznia 1251) – hrabia Nassau od 1198, dziadek króla Niemiec Adolfa z Nassau. 

## Życiorys
Henryk był synem hrabiego Nassau Walrama I oraz Kunegundy, córki hrabiego Ziegenhain Poppona II. Po śmierci ojca w 1198 został hrabią Nassau. Toczył spory z arcybiskupami Moguncji i arcybiskupami Trewiru. W sporach o tron niemiecki popierał przez większość czasu Hohenstaufów. W latach 1212–1214 trzymał w niewoli arcybiskupa Trewiru Teodoryka z Wied, który był przeciwnikiem zarówno samego Henryka, jak i Fryderyka II Hohenstaufa. W zamian za poparcie arcybiskupa Kolonii Engelberta z Bergu przeciwko arcybiskupom Moguncji i Trewiru, odstąpił mu w 1224 część swoich posiadłości. Zbudował zamek w Dillenburgu, późniejszą siedzibę jednej z linii dynastii Nassau.

## Rodzina
Przed 1221 Henryk poślubił Mechtyldę, córkę hrabiego Geldrii Ottona I. Para miała liczne potomstwo, w tym:
- Walram II, hrabia Nassau,
- Otto I, hrabia Nassau,
- Ruprecht, rycerz krzyżacki,
- Henryk, zakonnik,
- Gerard, kanonik w Liège,
- Jutta, żona Jana I z Cuyk,
- Jan, biskup-elekt Utrechtu,
- Katarzyna, zakonnica,
- Elżbieta, żona Gerarda III z Eppsteinu[1].